# Polders van Kruibeke
De Polders van Kruibeke is een natuur- en overstromingsgebied in de Oost-Vlaamse gemeente Kruibeke. Het gebied telt 600 hectare en is daarmee het grootste overstromingsgebied van België. Het is deel van Natura 2000-gebied Schelde en Durme-estuarium van de Nederlandse grens tot Gent en van Nationaal Park Scheldevallei.

## Ligging
De Polders van Kruibeke grenzen aan de Zeeschelde aan de oost- en zuidkant. Aan de westkant liggen de dorpen Kruibeke, Bazel en Rupelmonde, de drie deelgemeenten van Kruibeke.
De Barbierbeek mondt hier uit in de Schelde en deelt het gebied in twee, met de Polder van Kruibeke ten noorden en de polder van Bazel-Rupelmonde ten zuiden. De Rupelmondse kreek is eveneens deel van het natuurgebied

## Geschiedenis

### Inpoldering
De eerste bedijking van het gebied vond plaats in de twaalfde tot dertiende eeuw. Het gebied werd gebruikt als akkerland en veengronden. In 1715 vond een zware dijkbreuk plaats. Hierdoor ontstonden kreken, zoals de Rupelmondse kreek er nog een overblijfsel van is. In de 20e eeuw was de akkerbouw grotendeels vervangen door grasland en bos.

### Sigmaplan
De Polders van Kruibeke worden sinds 2010 in het kader van het Sigmaplan omgevormd tot overstromingsgebied. Hierdoor stroomt bij een hoge waterstand Scheldewater over de 6,80 meter hoge dijken. Dit gebeurde voor het eerst op 12 januari 2017. Er kan ook water instromen via een in- en uitwateringssluis, wat voor het eerst gebeurde op 24 juni 2017.
In september 2021 erkende minister van Natuur Zuhal Demir 505,88 hectare van de Polders van Kruibeke als natuurreservaat, waarmee het meteen ook het grootste natuurreservaat in de provincie Oost-Vlaanderen werd.

## Fauna en flora
De Polders van Kruibeke bestaan uit 300 hectare slikken en schorren, 150 hectare gebied voor weidevogels en 160 hectare bos.
Er leven verschillende zoogdieren in het gebied, waaronder de bever, de boommarter, de hermelijn, de otter, de ree en de vos. De vogelsoorten de blauwborst, de bruine kiekendief, de kwak, de ijsvogel, de rietgors, de rietzanger, de sprinkhaanzanger, de snor en de woudaap zijn eveneens in de polders vertegenwoordigd. Op het vlak van waterdieren zitten er onder andere de brasem, de bittervoorn, de blankvoorn, de ruisvoorn, de kolblei, de zeelt, de driedoornige stekelbaars, de paling en de brakwatersteurgarnaal. Ook exoten zoals de zonnebaars, de Chinese wolhandkrab en de blauwband zijn teruggevonden.